# Statistička mehanika
Statistička mehanika je dio fizike začet u drugoj polovici 19. stoljeća, kao jedan mogući odgovor na pitanje kako se Newtonovi zakoni gibanja mogu primijeniti na sustave s tako velikim brojem čestica, ili dijelova, da nikakvim računskim postupkom ili strojem ne možemo egzaktno opisati svaki pojedini dio promatranoga sustava.
Postalo je očito da se uz Newtonove zakone gibanja moraju prihvatiti neke dodatne pretpostavke o ponašanju jedne čestice sustava, odnosno sustava kao cjeline.
Također je postalo očitom činjenica da nas u sustavu velikoga broja istovjetnih ili različitih čestica zapravo ni ne zanima što se u određenom trenutku zbiva s njome, tj. gdje se nalazi i kakva joj je brzina, nego nas zanima samo ponašanje samo nekoliko veličina koje opisuju makroskopsko ponašanje sustava.
Idejni začetnici i razvijatelji statističke mehanike su Josiah Willard Gibbs, Ludwig Boltzmann i James Clerk Maxwell. Oni su u statistički opis gibanja velikoga broja čestica uveli dodatni važni mehanički pojam, fazni prostor. To je zamišljeni prostor čije se dimenzije sastoje od sviju koordinata položaja i sviju koordinata brzine sviju čestica sustava, što znači da je dimenzija toga prostora u sustavu od N čestica jednak 6N. Pretpostavka je da se ponašanje sustava kao cjeline može opisati samo poznavanjem statističke razdiobe u faznom prostoru.
Statistička razdioba mora poštovati određene mehaničke zakone, kao što su zakoni očuvanja ukupne energije sustava, ukupne količine gibanja i ukupne kutne količine gibanja. Uglavnom nam je od interesa zakon očuvanja ukupne energije, jer sustav kao cjelinu možemo staviti u stanje mirovanja u kojem se ne giba niti se okreće oko vlastitih osi. Pod tim pretpostavkama, i pod pretpostavkom da sustav nakon dovoljno dugoga vremena prođe dovoljno blizu svakoj točki u faznom prostoru, što je najvažnija statistička pretpostavka, izvedene su najpoznatije statističke razdiobe: mikrokanonska razdioba, kanonska razdioba i makrokanonska razdioba. Prosječna vrijednost bilo koje mehaničke veličine pojedine čestice dobije se na uobičajeni način proračunavanja statističkih prosjeka, kada znamo statističku razdiobu.
No, postavlja se sljedeće pitanje: prateći gibanje pojedine čestice, što možemo samo načelno, mi možemo izračunati prosječnu vrijednost određene veličine za određenu česticu (naprimjer, njenu energiju) kao vremenski prosjek. Ima li taj prosjek kakve veze sa statističkim prosjekom izračunatim po faznom prostoru? Ne postoji konačan i dokazan odgovor na to pitanje, ali je Boltzman odgovorio na to u obliku hipoteze koja se zove ergodska hipoteza, a koja se sastoji u tome da se dva spomenuta načina izračunavanja prosjeka jednostavno poistovjete.
Sve u svemu, statistička mehanika je teorija koja spaja dva svijeta:  mikroskopski i makroskopski. Pomoću nje je izvedena i statistička termodinamika, koja je imala savršen uspjeh u teorijskom opisu fenomenološke termodinamike. Uspjeh statističke mehanike je bio veliki i jaki argument u prilog atomske hipoteze krajem 19. stoljeća.
Danas je teorijska fizika nezamisliva bez statističke mehanike. Ne postoji nijedan sustav velikoga broja čestica na kojega ona ne bi bila primjenljiva, a ako bi i postojao bio bi to značajan problem ne samo za teorijsku fiziku nego i za daljni razvoj tehnologije.